# Shalwar kameez

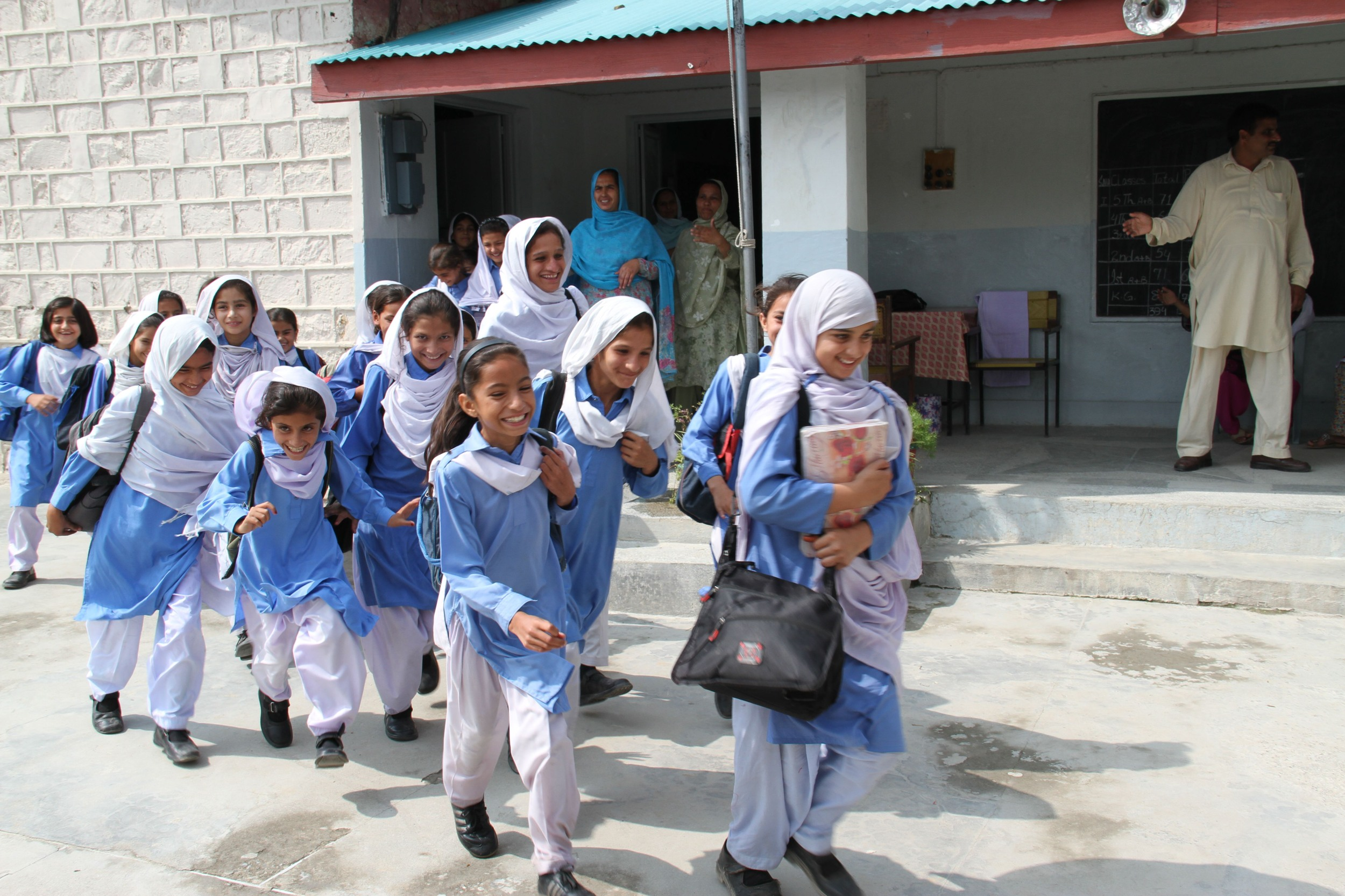
Các nữ sinh ở Abottabad, Khyber Pakhtunkhwa, Pakistan trong trang phục salvar có viền bị còng và kameez có cổ.

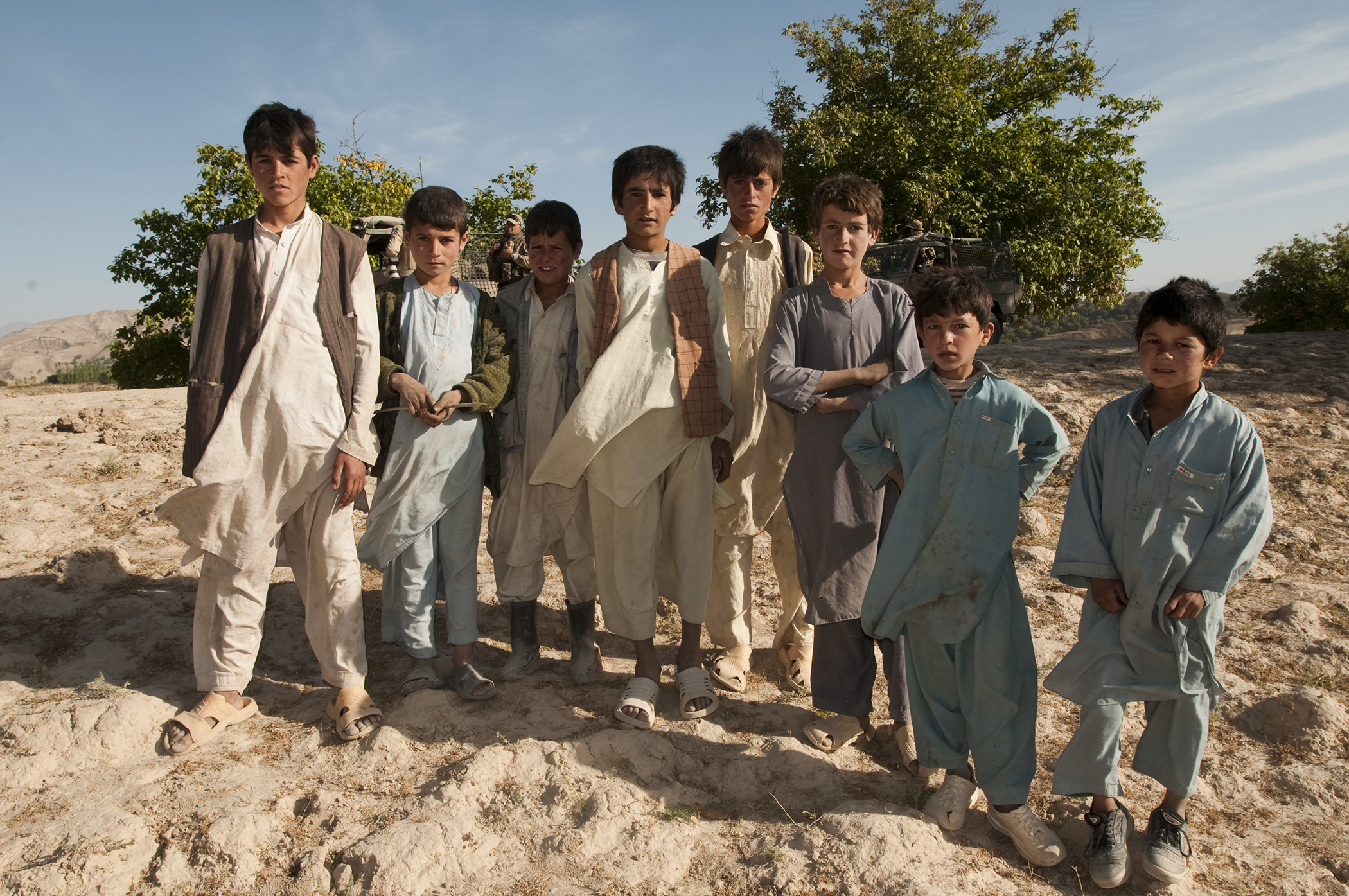
Các cậu bé ở Badakshan, Afghanistan mặc áo chẽn kameez, để lộ đường may bên hông để hở phía dưới thắt lưng.

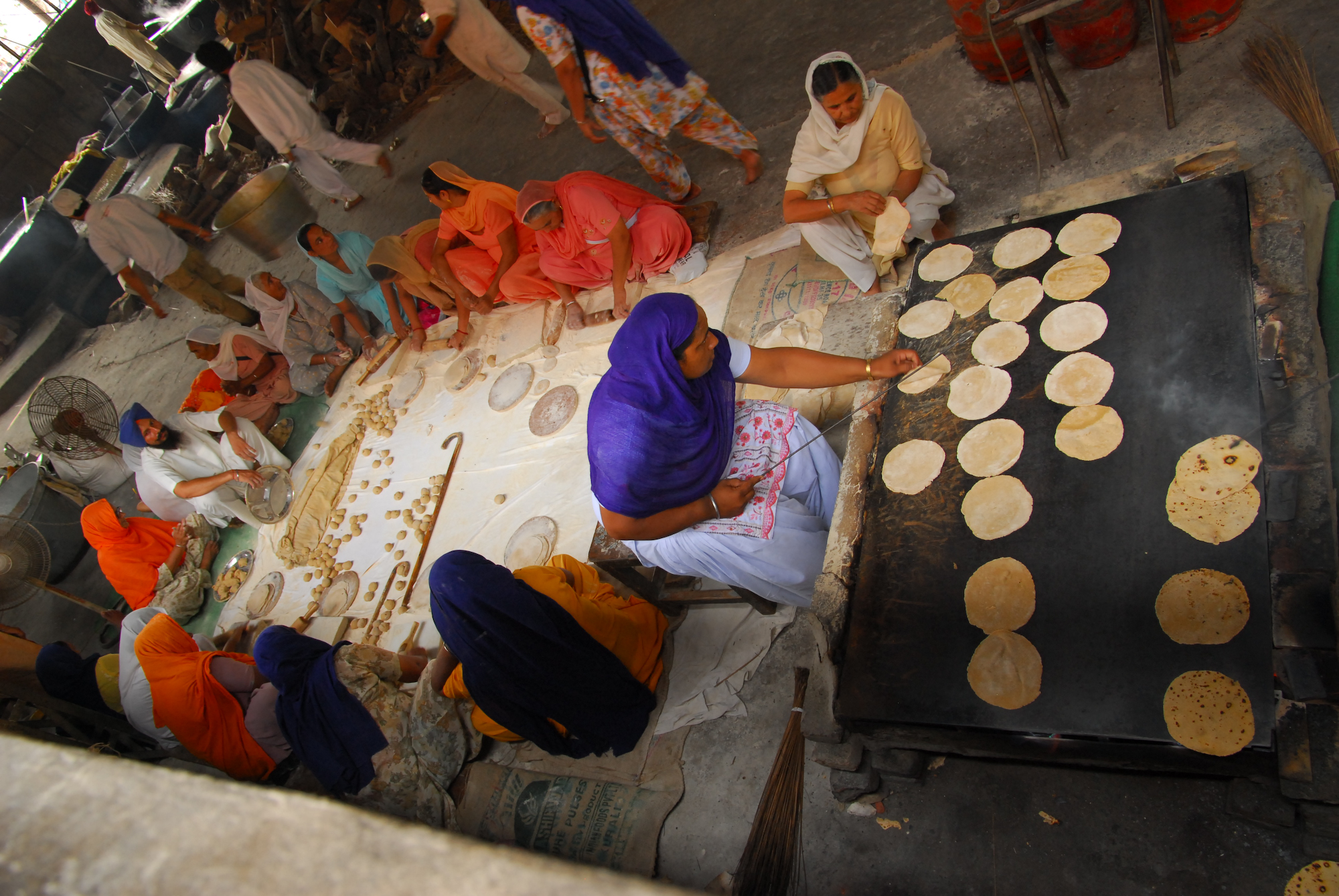
Những người phụ nữ trong bếp tại Harmandir Sahib, Amritsar, Ấn Độ trưng bày những màu sắc và kiểu dáng đa dạng của salvar kameez.

Shalwar kameez hay Salwar kameez (phiên âm tiếng Việt: San-va ca-mi) là một loại trang phục kết hợp truyền thống được mặc bởi phụ nữ và ở một số vùng được nam giới mặc, ở Nam Á và Trung Á.

## Mô tả
Shalwar là loại quần rộng rãi giống như đồ ngủ. Chân rộng ở phía trên và hẹp ở mắt cá chân. Kameez là một chiếc áo sơ mi hoặc áo dài, thường có cổ kiểu phương Tây; tuy nhiên, đối với trang phục dành cho nữ, thuật ngữ này hiện được áp dụng một cách lỏng lẻo cho kurta không cổ hoặc có cổ đứng. Kameez cũng có thể được mặc cùng với đồ ngủ để tạo sự thoải mái hoặc thời trang. Một số kiểu kameez có đường may bên hông (được gọi là chaak), để hở bên dưới vòng eo, giúp người mặc tự do di chuyển hơn.